# Klaus Gärtner (Politiker, Januar 1945)
Klaus Gärtner (* 10. Januar 1945 in Obersontheim; † 15. April 2022 in Kiel) war ein deutscher Politologe und Politiker (FDP), der von 1988 bis 2002 in der Staatskanzlei des Landes Schleswig-Holstein tätig war.

## Leben und Beruf
Nach dem Abitur 1965 in Saarbrücken nahm Gärtner ein Studium der Politischen Wissenschaften an den Universitäten in Saarbrücken und Berlin auf, das er 1971 mit der Prüfung zum Diplom-Politologen beendete.
Gärtner war seit 1968 Mitglied der FDP. Er war 1969/70 Hauptgeschäftsführer der FDP Saar und fungierte außerdem als Schatzmeister beim FDP-Bezirk Düsseldorf.
Anschließend war er bis 1976 als Angestellter beim Ministerium für Wirtschaft, Mittelstand und Verkehr des Landes Nordrhein-Westfalen tätig.
Gärtner wurde bei der Bundestagswahl 1976 in den Deutschen Bundestag gewählt, dem er bis 1983 angehörte. Er war über die Landesliste der FDP Nordrhein-Westfalen ins Parlament eingezogen.
Seit 2002 war Gärtner Mitglied im Kuratorium der Stiftung Schüler Helfen Leben. Von 1981 bis 1982 war er Mitglied des Beirats der Friedrich-Naumann-Stiftung.

### Öffentliche Ämter
In Kiel amtierte Gärtner vom 22. Mai 1988 bis zum 19. Mai 1993 als Staatssekretär im Finanzministerium (seit 1992 Ministerium für Finanzen und Energie) des Landes Schleswig-Holstein Anschließend wurde er als enger Vertrauter von Ministerpräsidentin Heide Simonis, trotz einer absoluten Mehrheit der SPD zum Chef der Staatskanzlei des Landes Schleswig-Holstein berufen. Am 15. April 2002 trat er von diesem Amt zurück.

### Privates
Im Jahr 2000 erlitt Klaus Gärtner einen Schlaganfall, führte seine Ämter jedoch zunächst weiter, obwohl es ihm gesundheitlich schwer fiel.